# Diocèse d'Oulu
Le diocèse d'Oulu est l'un des diocèses de l'Église luthérienne de Finlande. Son siège épiscopal se situe à la cathédrale d'Oulu.
Son territoire couvre l'Ostrobotnie-Centrale, l'Ostrobotnie du Nord et la Laponie.